# Prix Pasarow
Les prix Pasarow (en toutes lettres « Robert J. and Claire Pasarow Foundation Medical Research Awards ») sont des prix décernés entre 1988 et 2013 dans trois catégories par la Fondation Robert J. et Claire Pasarow basée à Genève, en vue d'accroître la sensibilisation du public à ces domaines de recherche.

## Description
Les prix les plus récents valaient 50 000 $ chacun. Ils ont été attribués pour la recherche fondamentale et clinique dans les domaines de la recherche sur le cancer, les maladies cardiovasculaires et la neuropsychiatrie. Le critère d'attribution était la preuve de résultats de recherche significatifs et de la probabilité de futures réalisations extraordinaires dans le domaine de la science biomédicale.
Robert J. Pasarow (1917-2000), fondateur et ancien président de l'entreprise CHB Foods, et son épouse Claire Pasarow (1918-2008)  ont fondé la fondation en 1987 pour soutenir une recherche médicale exceptionnelle. Robert Pasarow a été président de la fondation pendant de nombreuses années et Claire Pasarow en a été la directrice financière. Les Pasarow ont créé le Claire and Robert J. Pasarow Cancer Laboratory au Kenneth Norris Jr. Cancer Hospital and Research Institute de l'Université de Californie du Sud ainsi que le Pasarow Mass Spectrometry Laboratory à l'Université de Californie de Los Angeles.
Cinq des lauréats du prix Pasarow ont ensuite reçu le prix Nobel de physiologie ou médecine (Arvid Carlsson, Eric Kandel, Stanley Prusiner, Elizabeth H. Blackburn et Peter J. Ratcliffe), trois le prix Nobel de chimie (Roger D. Kornberg, Paul Modrich). et Robert Lefkowitz).).

## Lauréats
Jusqu'en 2008 environ, les lauréats étaient honorés pour l'année précédente. Il y a eu une interruption vers 2008/2009 puis une reprise en 2010.
| No | Année | Cancerologie                                                  | Maladies cardiovasculaires                             | Neuropsychiatrie                                           |
| -- | ----- | ------------------------------------------------------------- | ------------------------------------------------------ | ---------------------------------------------------------- |
| 1  | 1987  | Peter K. Vogt (en)                                            | Burton E. Sobel                                        | Nancy Wexler                                               |
| 2  | 1988  | Irving Weissman (en)                                          | Harvey Feigenbaum (en)                                 | Eric R. Kandel                                             |
| 3  | 1989  | George F. Vande Woude (en)                                    | Bernardo Nadal-Ginard                                  | Floyd Bloom (en)                                           |
| 4  | 1990  | Erkki Ruoslahti                                               | Mordecai P. Blaustein                                  | Solomon Snyder                                             |
| 5  | 1991  | Harold M. Weintraub                                           | Jonathan Seidman                                       | Michael E. Phelps                                          |
| 6  | 1992  | Ronald Evans                                                  | Glenn A. Langer                                        | Patricia S. Goldman-Rakic                                  |
| 7  | 1993  | Stanley J. Korsmeyer                                          | Philip W. Majerus                                      | Huda Akil, Stanley Watson                                  |
| 8  | 1994  | Carlo M. Croce                                                | Jan L. Breslow                                         | Arvid Carlsson, Philip Seeman                              |
| 9  | 1995, | Alfred G. Knudson                                             | Kenneth R. Chien                                       | Stanley Prusiner                                           |
| 10 | 1996, | Robert Allan Weinberg                                         | Michael A. Gimbrone                                    | Joseph T. Coyle                                            |
| 11 | 1997  | Eric Lander                                                   | Masashi Yanagisawa                                     | Eric J. Nestler                                            |
| 12 | 1998  | Paul L. Modrich                                               | Mark T. Keating                                        | Fred H. Gage                                               |
| 13 | 1999  | Anthony S. Fauci                                              | Eric N. Olson                                          | Michael Posner, Marcus E. Raichle                          |
| 14 | 2000  | Alexander Varshavsky                                          | Richard P. Lifton                                      | Pasko Rakic                                                |
| 15 | 2001  | Tom Maniatis                                                  | Robert J. Lefkowitz                                    | Seymour Benzer                                             |
| 16 | 2002  | Roger D. Kornberg                                             | Shaun Coughlin                                         | Tomas Hökfelt                                              |
| 17 | 2003  | Elizabeth Blackburn                                           | Judah Folkman                                          | Thomas Jessell                                             |
| 18 | 2004  | Frederick Alt                                                 | Barry S. Coller                                        | Judith L. Rapoport                                         |
| 19 | 2005  | Bert W. O’Malley                                              | Douglas C. Wallace                                     | Bruce McEwen                                               |
| 20 | 2006  | Tony Hunter                                                   | Daniel Steinberg                                       | Huda Zoghbi                                                |
| 21 | 2007  | Bert Vogelstein                                               | Richard Hynes                                          | Aaron T. Beck                                              |
| 22 | 2010  | Brian J. Druker, Inder Verma                                  | David Ginsburg                                         | Jean-Pierre Changeux                                       |
| 23 | 2011  | Angela H. Brodie, Lewis C. Cantley, Joan A. Steitz            | Jeffrey M. Friedman,, Andrew Marks, Gerald Reaven      | Robert Malenka, Roger A. Nicoll, Charles F. Stevens        |
| 24 | 2012  | David M. Livingston, Joan Massagué Solé, Michael G. Rosenfeld | Antonio M. Gotto, Robert W. Mahley, Peter J. Ratcliffe | Christine Petit, Virginia Man-Yee Lee, John Q. Trojanowski |
| 25 | 2013  | Elaine Fuchs, Richard Peto, Matthew P. Scott                  | Harry C. Dietz, Charles T. Esmon, Helen Hobbs          | Karl Deisseroth, Helen S. Mayberg, Carla Shatz             |